# پیانا
پیانا (به فرانسوی: Piana) یک کمون در فرانسه است که در Canton of Deux-Sevi واقع شده‌است.

## خصوصیات
پیانا ۶۲٫۶۳ کیلومترمربع مساحت و ۴۴۴ نفر جمعیت دارد و ۴۵۰ متر بالاتر از سطح دریا واقع شده‌است.